# Julischka Eichel
Pour les articles homonymes, voir Eichel.
Julischka Eichel, née en 1981 à Tübingen, est une actrice allemande.

## Biographie
Née en 1981, sa mère est une travailleuse sociale, son père un menuisier, grandissant dans un village souabe,. De 2003 à 2007, elle obtient après bien des auditions de pouvoir suivre des cours à l'Académie des arts dramatiques Ernst Busch, et se produit dans de premiers spectacles.
De 2006 à 2008, elle joue au Théâtre national allemand, à Weimar. Elle y interprète Lucy dans Krankheit der Jugend [La Maladie de la jeunesse] de Ferdinand Bruckner, dirigé par Tilmann Köhler. Son interprétation est remarquée, elle se voit attribuer le Prix Alfred Kerr, Alfred-Kerr-Darstellerpreiset, et la revue Theater heute la classe parmi les talents prometteurs. En 2007, elle est également remarquée lors du festival Ruhrtriennale pour son interprétation dans Courasche oder Gott lass nach de Stephanie Mohr.
De 2007 à 2012, elle est membre permanent de la troupe du  Théâtre Maxime-Gorki, à Berlin. Elle y joue dans Herr Tod lädt nicht ein aber wir kommen trotzdem, dirigée par Nora Schlocker, Ozonkinder par Michael Zadara, Plus Null Komma Fünf Windstill par Nora Schlocker), Mefisto forever par Armin Petras, Hamlet par Tilmann Köhler, Ödipus auf Cuba par Armin Petras, Bulgur - Eine unzulässige Geschichte par Nora Schlocker, Leonce und Lena parJan Bosse, Woyzeck par Tilmann Köhler, We are blood par Armin Petras), et le rôle d'Emma Bovary dans Madame Bovary par Nora Schlocker. Durant les saisons 2012/2015, elle joue notamment au Deutsches Schauspielhaus à Hambourg, au Staatsschauspiel Dresden, à Dresde et au Schauspiel Köln de Cologne.
En plus de son travail pour le théâtre, elle apparaît de plus en plus dans des films et des productions télévisées.

## Filmographie
- 2002 : Eden (court métrage) : Rei
- 2008 : Mel & Jenny : Vicky
- 2008 : Das Haus (court métrage) : Karin
- 2010 : Berlin Brigade Criminelle (série télévisée) : Marion Euler
- 2010 : Mord mit Aussicht (série télévisée) : Julia Jahn
- 2011 : Tatort (série télévisée) : Bettina Schnell
- 2011-2012 : Une équipe de choc (série télévisée) : Julia Brammer
- 2012 : Sie nennen mich Sue (court métrage) : Susanna
- 2013 : Saturntage (court métrage) : Isa
- 2013 : Woyzeck (téléfilm) : Margreth
- 2013 : SOKO Wismar (série télévisée): Rieke Seifert
- 2014 : Mord in Aschberg (téléfilm) : Simone Albrecht
- 2016 : Toni Erdmann : Babette
- 2016 : Bukow and König (série télévisée) : Manuela Siebrecht